# ChangesTwoBowie
ChangesTwoBowie — первый сборник суперхитов Дэвида Боуи изданный в 1981 году на лейбле RCA Records. Его название и упаковка эстетически повторяет формат предыдущей компиляции — ChangesOneBowie 1976 года (изданной на том же лейбле). Кроме синглов вышедших позднее 1976 года, на диске собраны песни из ранней карьеры Боуи, которые не попали на ChangesOneBowie. Тем не менее, сборник не смог повторить успех своего предшественника, достигнув лишь 27 строчки в британском чарте и #68 в американском хит-параде. Какое-то время альбом был доступен в формате компакт-диска в 1985 году, вскоре был удален из каталога RCA Records, вместе с большинством других альбомов Боуи, из-за конфликта между музыкантом и лейблом. Из-за низких продаж сборник так и не был переиздан, когда лейбл Rykodisc получил права на переиздание дискографии Боуи на CD в 1990 году.

## Список композиций
Все песни написаны Дэвидом Боуи, за исключением отмеченных.
1. «Aladdin Sane (1913-1938-197?)» (из альбома Aladdin Sane, 1973) — 5:08
2. «Oh! You Pretty Things» (из альбома Hunky Dory, 1971) — 3:13
3. «Starman» (из альбома Ziggy Stardust, 1972) — 4:13
4. «1984» (из альбома Diamond Dogs, 1974) — 3:25
5. «Ashes to Ashes» (из альбома Scary Monsters (and Super Creeps), 1980) — 3:39
6. «Sound and Vision» (из альбома Low, 1977) — 3:03
7. «Fashion» (из альбома Scary Monsters (and Super Creeps), 1980) — 3:24
8. «Wild Is the Wind» (из альбома Station to Station, 1976) — 5:59
9. «John, I’m Only Dancing (Again)» (из сингла «John, I’m Only Dancing (Again)», 1979) — 6:59
10. «DJ» (из альбома Lodger, 1979) — 3:23

## Позиции в хит-парадах
Еженедельные чарты:
| Год  | Хит-парад                        | Высшая позиция | Пребывание |
| ---- | -------------------------------- | -------------- | ---------- |
| 1982 | Великобритания (UK Albums Chart) | 27             | 17 недель  |
| 1982 | Новая Зеландия (RMNZ)            | 28             | 4 недели   |
| 1982 | США (Billboard Top LPs & Tape)   | 68             | 18 недель  |
| 1982 | Швеция (Sverigetopplistan)       | 35             | 1 неделя   |
|      |                                  |                |            |
| 2018 | Бельгия/Валлония (Ultratop)      | 168            | 2 недели   |
| 2018 | Бельгия/Фландрия (Ultratop)      | 105            | 1 неделя   |

## Сертификация
| Организация | Статус  | Дата            |
| ----------- | ------- | --------------- |
| BPI — UK    | Золотой | 12 января, 1982 |